# Rosharon (Texas)
Rosharon es un lugar designado por el censo ubicado en el condado de Brazoria en el estado estadounidense de Texas. En el Censo de 2010 tenía una población de 1152 habitantes y una densidad poblacional de 138,39 personas por km².

## Geografía
Rosharon se encuentra ubicado en las coordenadas 29°21′00″N 95°27′11″O / 29.35000, -95.45306. Según la Oficina del Censo de los Estados Unidos, Rosharon tiene una superficie total de 8.32 km², de la cual 8.32 km² corresponden a tierra firme y (0%) 0 km² es agua.

## Demografía
Según el censo de 2010, había 1152 personas residiendo en Rosharon. La densidad de población era de 138,39 hab./km². De los 1152 habitantes, Rosharon estaba compuesto por el 59.55% blancos, el 18.84% eran afroamericanos, el 0.35% eran amerindios, el 0% eran asiáticos, el 0% eran isleños del Pacífico, el 18.14% eran de otras razas y el 3.13% pertenecían a dos o más razas. Del total de la población el 46.7% eran hispanos o latinos de cualquier raza.